# Nagy Imre (kanonok)
Csik-szent-léleki Nagy Imre (Csíkfitód, 1818. október 26. – Gyulafehérvár, 1892. január 28.) kanonok, gimnáziumi igazgató.

## Élete
Az erdélyi püspökmegyében lett pap. 1846. augusztus 26-án szentelték fel és július 28-tól fogva tanított a marosvásárhelyi és csíksomlyói katolikus főgimnáziumban, ahol később igazgató-tanár volt 1869-ben. Később a gyulafehérvári káptalanba nevezték ki kanonoknak és főesperesnek, a helyi gimnáziumnál pedig püspöki biztosnak.
Cikkei a marosvásárhelyi római katolikus gimnázium Értesítőjében (1858. Az orákulumokról), a Magyar Sionban (1865. Egyházi tized zálogbaadására vonatkozó okmány a XVI. századból); a gyulafehérvári Közművelődésnek is munkatársa volt.